# Болеслав Маньковський
Боле́слав Маньковський (пол. Bolesław Mańkowski; 20 листопада 1852, Любачів — 26 серпня 1921, Львів) — польський освітній та громадський діяч, бібліограф та архівіст, педагог, професор Львівського університету. Учень Євсевія Черкавського.

## Життєпис
Болеслав Маньковський закінчив філософський факультет Львівського університету в 1876 році. У 1877-1878 роках навчався в університетах Лейпціга та Берліна. Працював бібліотекарем і архівістом Адама Сапіги (1879-1887), учителем польської та німецької мов, історії і психології ІІ Львівської гімназії (1887-1891).
У 1889 році захистив дисертацію і отримав науковий ступінь доктора філософії. З 1903 року приступив до викладання педагогіки у Львівському університеті, спочатку як доцент, а з 1920 року як звичайний професор. Викладав загальну педагогіку, дидактику та історію виховання, а також проводив практичні заняття і керував педагогічною практикою студентів. У 1907 році створив Педагогічний семінарій у структурі філософського факультету, і незмінно керував підрозділом до 1921 року. Одночасно викладав педагогіку у Львівському ліцеї ім. Королеви Ядвіги.
Упродовж 1890-1915 років редагував щомісячне видання Товариства вчителів вищих шкіл Muzeum. Був членом (1905) і заступником директора (1917) урядової екзаменаційної комісії для кандидатів на посади вчителів виділових шкіл.
У 1912 році був обраний директором Наукової Бібліотеки Львівського університету. Під час Першої світової війни і подій українсько-польської війни докладав зусиль для збереження бібліотечних фондів від розграбування.

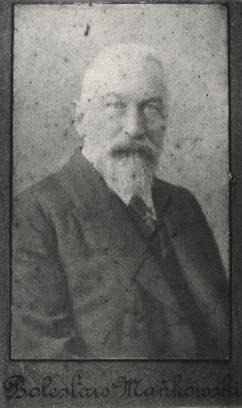
Болеслав Маньковський. Фото останніх років життя

Автор близько 40 наукових праць зі сфери психології, дидактики і виховання.

## Основні праці
- O psychicznych zboczeniach fantazji. Szkic psychologo-pedagogiczny (1880)
- Filozoficzne podstawy teorii wychowania (1895)
- Z higieny szkolnej (1895)
- Przeciążenie młodzieży w gimnazjach austriackich i pruskich i połączone z tem zagadnienia pedagogiczne (1903).